# Biläsuvar
Biläsuvar (azerbajdzjanska: Biləsuvar) är en distriktshuvudort i Azerbajdzjan.   Den ligger i distriktet med samma namn, i den sydöstra delen av landet, 150 km sydväst om huvudstaden Baku. Under Sovjetunionen döptes orten 1938 om till Pusjkino (ryska: Пушкино, azerbajdzjanska: Puşkin) efter den ryska nationalskalden Aleksandr Pusjkin (1799–1837). Efter Sovjetunionens upplösning och Azeriska SSR:s ombildande till republiken Azerbajdzjan återställdes det historiska namnet Biläsuvar.
Biläsuvar ligger 4 meter över havet och antalet invånare är 18 182.
Terrängen runt Biläsuvar är platt. Biläsuvar är det största samhället i trakten.
Trakten runt Biläsuvar består till största delen av jordbruksmark. Runt Pushkino är det ganska glesbefolkat, med 48 invånare per kvadratkilometer.